# Deltametrin
A deltametrin a piretroid észterek csoportjába tartozó rovarirtószer, idegméreg.

## Előállítása
Egyetlen enantiomerjét a lehetséges 8 közül szelektíven állítják elő (1R,3R)-2,2-dimetil-3-(2,2-dibrómvinil)ciklopropánkarbonsav és (alfa,S)-ciano-3-fenoxibenzil-alkohol közötti észterképzéssel. Másik lehetőség az (1R,3R)-savnak a racém alkohollal történő észteresítése, majd a racém észter szelektív átkristályosítása.

## Környezeti kockázatok
A főleg szúnyogirtásra használt szer minden nem melegvérű állatra hat, mérgező a vízi élőlényekre, halakra, békákra, hüllőkre is. Használatakor minden egyes csípőszúnyoggal együtt több száz más rovar is elpusztul, így a méhekre is, ezáltal az összes rovarfogyasztó állatfajra, végeredményben a teljes táplálékláncra káros hatást gyakorol. Kimutatták, hogy negatívan befolyásolja az egerek szaporodási képességét is, nem zárható ki, hogy az emberek hormonrendszerére is hat.

## Fordítás
Ez a szócikk részben vagy egészben  a   Deltamethrin című angol Wikipédia-szócikk ezen változatának fordításán alapul.  Az eredeti cikk szerkesztőit annak laptörténete sorolja fel. Ez a jelzés csupán a megfogalmazás eredetét és a szerzői jogokat jelzi, nem szolgál a cikkben szereplő információk forrásmegjelöléseként.